# Jeanie Boulet
Jeanie Boulet è un personaggio della serie televisiva E.R. - Medici in prima linea,  interpretato da Gloria Reuben. Introdotta come personaggio ricorrente nella prima stagione, viene promossa a regolare a partire dal sesto episodio della seconda stagione. Gloria Reuben lascia la serie dopo il sesto episodio della sesta stagione e ritorna in qualità di guest star nell'undicesimo episodio della quattordicesima stagione.

## Storia del personaggio
Jeanie compare per la prima volta come fisioterapista. Viene assunta dal dottor Benton per assistere l'anziana madre. Col tempo, Peter e Jeanie iniziano una relazione clandestina, all'insaputa del marito di lei. Durante la seconda stagione inizia a lavorare al pronto soccorso come coadiutrice medica.
Alla fine della seconda stagione scopre di aver contratto l’HIV e teme di aver trasmesso il virus a Peter, ma per fortuna non è così. Il virus le è stato trasmesso dall'ormai ex marito Al. Inizialmente Jeanie non dice a nessuno dei suoi colleghi di essere ammalata soprattutto per paura di essere licenziata. La prima persona ad accorgersi della sieropositività di Jeanie è la dottoressa Kerry Weaver, che fa capire a Jeanie di essere a conoscenza del suo segreto, ma che non lo dirà a nessuno. Quando, però, anche il dottor Greene scopre che Jeanie è affetta da HIV, lui e la dottoressa Weaver devono discutere la normativa ospedaliera riguardante i medici sieropositivi. Kerry promette a Jeanie che sarà sempre al sicuro sotto la sua protezione, ma nella quarta stagione è proprio lei a doverla licenziare in base ai criteri di anzianità. Jeanie allora, pensando che il suo licenziamento sia dovuto alla sua malattia, riesce a farsi riassumere minacciando di ricorrere al tribunale. In seguito sembra che Jeanie e Kerry si siano chiarite, perché tornano ad essere amiche come prima.
Durante la quinta stagione Jeanie viene ricoverata dopo un incidente stradale e dalle analisi del sangue scopre di aver contratto l'epatite C. Inizialmente pensa che a infettarla sia stato l'ex marito, ma lui non ha l'epatite e così si convince che a infettarla sia stato un paziente. "Temevate che trasmettessi l'AIDS ai pazienti e invece uno di loro mi ha trasmesso l'epatite", questa la sua amara conclusione.
Durante la serie Jeanie ha due relazioni importanti oltre Peter e Al: la prima con il dottor Greg Fischer, uno specialista di malattie infettive, e la seconda con il poliziotto Reggie Moore. Nella sesta stagione Jeanie e Reggie si sposano, alla presenza dell'addetta all'accettazione Randi e di un delegato di Kerry, che la sostituisce dal momento che lei è impegnata in ospedale.
Jeanie viene a contatto con una paziente ispanica sieropositiva che ha un bambino, Carlos. Quando la donna muore, i servizi sociali devono trovare una famiglia per il piccolo, ma nessuno lo vuole perché è positivo all’HIV. Così Jeanie e Reggie decidono di adottarlo. Nel sesto episodio della sesta stagione, però Jeanie capisce di voler dedicare più tempo a suo figlio e perciò comunica a Kerry di aver deciso di lasciare il lavoro. La Weaver rispetta la sua scelta e la saluta dicendole che le mancherà e che se un giorno cambierà idea, al County General Hospital ci sarà sempre un posto per lei. La puntata si conclude con Jeanie che raccoglie i suoi effetti personali, stacca l'etichetta "Boulet" dal suo armadietto e si guarda indietro prima di uscire per osservare per l'ultima volta i suoi colleghi, che in quel momento festeggiano la gravidanza di Carol Hathaway.
Torna nella quattordicesima stagione, quando suo figlio subisce un trauma cranico durante una lezione di ginnastica. Dalle analisi risulta che la malattia del bambino è passata ad uno stadio più grave. Jeanie non fidandosi del parere del medico che cura Carlos, Greg Pratt, ha dei contrasti con lui. Durante la puntata però, i due si parlano e alla fine Jeanie ammette che Pratt è un buon medico. L'uomo, dal canto suo, decide grazie a Jeanie di restare al policlinico. Jeanie non ritrova nessuno dei suoi colleghi di otto anni prima, eccetto le infermiere Haleh e Chuny, alle quali racconta come è andata la sua vita dopo aver abbandonato il suo lavoro: lei e Reggie si sono separati e hanno l'affidamento condiviso del figlio. Inoltre, rivela che Al è morto qualche tempo prima e lei è direttrice della South Drexel Clinic, una specie di consultorio, in cui insegna alle persone sieropositive a convivere con la propria malattia.
Si tratta di uno dei pochissimi personaggi di uno show televisivo ad essere sieropositivo ma a non morire a causa dell'AIDS nel corso degli episodi.